# ヌーノ・ボルヘス
- ヌーノ・ボルジェス

ヌーノ・ボルヘス（Nuno Borges, 1997年2月19日 - ）は、ポルトガルのポルト県マイア出身の男子プロテニス選手。ATPランキング自己最高位はシングルス30位、ダブルス69位。これまでにATPツアーでシングルス1勝、ダブルス1勝を挙げている。身長185cm、体重78kg。右利き、バックハンド・ストロークは両手打ち。

## 選手経歴

### カレッジ
2015年にミシシッピ州立大学に進学し、2019年まで在籍。2017年から3年連続でSECの最優秀選手賞を受賞した他、シングルス、ダブルスともに全米ランキング1位を記録した。

### 2021年 ATPツアー初出場
2021年、エストリル・オープンにてATPツアー初出場を果たし、1回戦でジョーダン・トンプソンに勝利。2回戦でマリン・チリッチに敗れた。同年はATPチャレンジャーツアーにてシングルスで2回、ダブルスで9回優勝した。

### 2022年 シングルス、ダブルス双方でトップ100入り
2022年のエストリル・オープンに出場し、シングルスでは2回戦敗退だったが、ダブルスではフランシスコ・カブラルとのペアで優勝。この活躍によりダブルスでATPランキングトップ100入りを果たした。
全仏オープンのシングルスで予選を通過し、グランドスラム初出場。全米オープンでは1回戦でベン・シェルトンに勝利し、グランドスラム初勝利となった。9月12日に更新されたATPランキングではシングルスで93位、ダブルスで70位にランクインした。

### 2023年 グランドスラム、マスターズ初出場、トップ70入り
全豪オープンに初出場し、1回戦でロレンツォ・ソネゴに敗れた。2月のモンテレイ・チャレンジャー、3月のフェニックス・チャレンジャーで優勝し、トップ70入りを果たした。
マイアミ・オープンの予選を通過してマスターズ初出場を果たすと、イタリア国際では1回戦でドゥシャン・ラヨビッチに勝利し、マスターズ初勝利を記録した。全仏オープンでは1回戦でジョン・イスナーに勝利し、同大会初勝利を記録した。

### 2024年 全豪4回戦進出、ATPツアー初優勝、トップ35入り
全豪オープンでは1回戦でマクシミリアン・マーテラー、2回戦で第23シードのアレハンドロ・ダビドビッチ・フォキナ、3回戦で第13シードのグリゴール・ディミトロフに勝利し、ポルトガル人としては史上初となる4回戦に進出した。4回戦ではダニール・メドベージェフに敗れた。
スウェーデン・オープンにてATPツアー初となる決勝進出を果たすと、決勝ではBIG4の一角であるラファエル・ナダルにストレート勝ちし、シングルスでのツアー初優勝を成し遂げた。ナダルはクレーコートで圧倒的な勝率を誇っており、ボルヘスはクレーコートのツアー決勝でナダルに勝利した史上5人目の選手となった。
ナショナル・バンク・オープンではミオミル・ケツマノビッチ、ウーゴ・アンベールに勝利して3回戦に進出し、8月12日に更新されたATPランキングで40位にランクインした。シンシナティ・オープンでは1回戦でアドリアン・マナリノに勝利し、8月19日に更新されたATPランキングで35位にランクインした。全米オープンではフェデリコ・コリア、タナシ・コッキナキス、ヤクブ・メンシークに勝利し、初めて4回戦に進出した。

## 成績
略語の説明
| W | F | SF | QF | #R | RR | Q# | LQ | A | Z# | PO | G | S | B | NMS | P | NH |

W=優勝, F=準優勝, SF=ベスト4, QF=ベスト8, #R=#回戦敗退, RR=ラウンドロビン敗退, Q#=予選#回戦敗退, LQ=予選敗退, A=大会不参加, Z#=デビスカップ/BJKカップ地域ゾーン, PO=デビスカップ/BJKカッププレーオフ, G=オリンピック金メダル, S=オリンピック銀メダル, B=オリンピック銅メダル, NMS=マスターズシリーズから降格, P=開催延期, NH=開催なし.

### シングルス

#### グランドスラム大会
| 大会           | 2021 | 2022 | 2023 | 2024 | 2025 | 通算成績 |
| -------------- | ---- | ---- | ---- | ---- | ---- | -------- |
| 全豪オープン   | A    | A    | 1R   | 4R   | 3R   | 5–3      |
| 全仏オープン   | A    | 1R   | 2R   | 1R   | 3R   | 3–4      |
| ウィンブルドン | A    | 1R   | 1R   | 1R   | 3R   | 2–4      |
| 全米オープン   | A    | 2R   | 1R   | 4R   |      | 4–3      |

#### 大会最高成績
| 大会                 | 成績 | 年         |
| -------------------- | ---- | ---------- |
| ATPファイナルズ      | A    | 出場なし   |
| インディアンウェルズ | 1R   | 2024, 2025 |
| マイアミ             | 1R   | 2023–2025  |
| モンテカルロ         | 3R   | 2025       |
| マドリード           | 1R   | 2023, 2024 |
| ローマ               | 4R   | 2024       |
| カナダ               | 3R   | 2024       |
| シンシナティ         | 2R   | 2024       |
| 上海                 | 1R   | 2023       |
| パリ                 | A    | 出場なし   |
| オリンピック         | 1R   | 2024       |
| デビスカップ         | A    | 出場なし   |

## ATPツアー決勝進出結果

### シングルス：1回（1勝0敗）
| 大会カテゴリ                    |
| グランドスラム (0–0)            |
| ATPファイナルズ (0–0)           |
| ATPツアー・マスターズ1000 (0–0) |
| オリンピック (0–0)              |
| ATPツアー500 (0–0)              |
| ATPツアー250 (1–0)              |

| サーフェス別タイトル |
| ハード (0–0)         |
| クレー (1–0)         |
| 芝 (0–0)             |

| 結果 | No. | 決勝日        | 大会         | サーフェス | 対戦相手           | スコア   |
| ---- | --- | ------------- | ------------ | ---------- | ------------------ | -------- |
| 優勝 | 1.  | 2024年7月21日 | ボースタード | クレー     | ラファエル・ナダル | 6-3, 6-2 |

### ダブルス：1回（1勝0敗）
| 大会カテゴリ                    |
| グランドスラム (0–0)            |
| ATPファイナルズ (0–0)           |
| ATPツアー・マスターズ1000 (0–0) |
| オリンピック (0–0)              |
| ATPツアー500 (0–0)              |
| ATPツアー250 (1–0)              |

| サーフェス別タイトル |
| ハード (0–0)         |
| クレー (1–0)         |
| 芝 (0–0)             |

| 結果 | No. | 決勝日    | 大会       | サーフェス | パートナー             | 対戦相手                                  | スコア   |
| ---- | --- | --------- | ---------- | ---------- | ---------------------- | ----------------------------------------- | -------- |
| 優勝 | 1.  | 2022年4月 | エストリル | クレー     | フランシスコ・カブラル | マキシモ・ゴンザレス アンドレ・ゴランソン | 6-2, 6-3 |

## 対トップ10勝利
| 年   | 2025 | 合計 |
| ---- | ---- | ---- |
| 勝利 | 1    | 1    |

| No.  | 対戦相手           | ランキング | 大会 | サーフェス | ラウンド | スコア             | ランキング |
| ---- | ------------------ | ---------- | ---- | ---------- | -------- | ------------------ | ---------- |
| 2025 |                    |            |      |            |          |                    |            |
| 1.   | キャスパー・ルード | 8          | 全仏 | クレー     | 2R       | 2-6, 6-4, 6-1, 6-0 | 41         |